# María Pujalte
María Pujalte Vidal (La Coruña, 21 dicembre 1966) è un'attrice spagnola.

## Carriera
Ha studiato il canto, l'arte drammatica ed il linguaggio del corpo in Santiago di Compostela e nella Scuola Internazionale dell'Attore Comico di Reggio Emilia con una borsa della giunta regionale di La Coruña. 
È stata membro del Centro Dramático Galego  e delle compagnie teatrali Moucho Clerc e Compañía de Marías.

## Filmografia
- Elisa e Marcela (Elisa y Marcela), regia di Isabel Coixet (2019)
- La notte che mia madre ammazzò mio padre (La noche que mi madre mató a mi padre), regia di Inés París (2016)
- Que se mueran los feos (2010), di Nacho G. Velilla.
- Rivales (2008), di Fernando Colomo.
- El regalo (2006), di Carlos Agulló.
- Semen, una historia de amor (2005), di Daniela Fejerman e Inés París.
- Cosas que hacen que la vida valga la pena (2004), di Manuel Gómez Pereira.
- Descongélate! (2003), di Dunia Ayaso e Félix Sabroso.
- En la ciudad (2003), di Cesc Gay.
- El lápiz del carpintero (2003), di Antón Reixa.
- A mi madre le gustan las mujeres (2002), di Daniela Fejerman e Inés París.
- La Parrilla (1999), di Xavier Manich.
- Los lobos de Washington (1999), di Mariano Barroso.
- El grito en el cielo (1998), di Dunia Ayaso e Félix Sabroso.
- Insomnio (1998), di Chus Gutiérrez.
- Perdona bonita, pero Lucas me quería a mí (1997), di Dunia Ayaso e Félix Sabroso.
- Libertarias (1996), di Vicente Aranda.
- Interferencias (1996), di Antonio Morales Pérez.
- Entre rojas (1995), di Azucena Rodríguez.
- El baile de las ánimas (1994), di Pedro Carvajal.
- As xoias da Señora Bianconero (1994), di Jorge Coira.
- Martes de carnaval (1991), di Fernando Bauluz e Pedro Carvajal.
- Sempre Xonxa (1989), di Chano Piñeiro.

### Cortometraggii
- Completo comfort (1997), de Juan Flahn
- La boutique del llanto (1995), de Iñaki Peñafiel
- Vamos a dejarlo (1999), de Daniela Fejerman e Inés París
- ¿A mí quién me manda meterme en esto? (1997), de Daniela Fejerman e Inés París

## TV

### Come presentatrice
- Gala Premios Max, 2003

### Come attrice
- Los Quién (2011-)
- Los misterios de Laura (2009-)
- Siete Vidas (2004-2006)
- Periodistas (1998-2001)
- Toy Boy (2019-2021)
- Merlí: Sapere Aude (2019-2021)

## Teatro
- The Real Thing (2010), di Tom Stoppard.[1]
- Gatas (2008), di Manuel González Gil y Daniel Botti.
- Las cuñadas (2008), di Michel Tremblay.
- El método Grönholm (2007), di Jordi Galcerán
- Dónde pongo la cabeza (2006), di Yolanda García Serrano
- Confesiones de mujeres de 30 (2002-2004)
- Caníbales (1996)
- Martes de Carnaval (1995) di Ramón María de Valle-Inclán
- Finisterra Broadway amén y squasch (1993)
- O Roixinol de Bretaña (1991) di Quico Cadaval
- Yerma (1990) di Federico García Lorca
- O Códice Clandestino (1989),  di Quico Cadaval
- O Mozo que chegou de lonxe (1989)

## Premi
- Unión de Actores, miglior attrice nova con Entre rojas, 1995
- Unión de Actores, miglior attrice non protagonista con Periodistas, 2000
- Premios Teatro de Rojas, miglior attrice con El método Grönholm, 2007
- Festival de Cans, Premio Pedigree de Honor, 2011 [2]